# Fluvitrygon oxyrhynchus
Fluvitrygon oxyrhynchus ist eine kleine, nur wenig erforschte und sehr seltene Stechrochenart, die im Süßwasser und Mündungsbereichen weniger Flüsse in Kambodscha, Süd-Vietnam, Thailand, Sumatra und Borneo vorkommt.

## Merkmale
Die Körperscheibe von Fluvitrygon oxyrhynchus ist etwas länger als breit (die maximale gemessene Breite liegt bei 36 cm) der peitscheartige Schwanz ist sehr lang, sodass die Gesamtlänge der Tiere bei maximal 126 cm liegt. Die Schnauze steht vor und bildet eine dreieckige Spitze. Die Rückenseite weist eine netzartige Zeichnung mit mehr oder weniger deutlich ausgeprägten sechseckigen oder unregelmäßigen Flecken auf und ist für gewöhnlich hellbraun. Die Zeichnung ist zum Rand der Brustflossen hin immer weniger deutlich ausgeprägt. Die Bauchseite ist einfarbig weißlich oder hellbraun. Der gesamte Rücken der Fische ist dicht mit kleinen Placoidschuppen bedeckt, deren Spitze flach und herzförmig ist. Größere Schuppen befinden sich vor allem in der Rückenmitte und im Schulterbereich, wo sie in ovalförmigen Flecken angeordnet sind. Die 26 bis 45 Schuppen in der Rückenmitte und auf dem Schwanz sind in einer Reihe angeordnet. Der Schwanz trägt einen Stachel, der aber auch fehlen kann. Zum Rand der Brustflossen werden die Schuppen, die dort eine sternförmige Basis haben, immer kleiner. Die Bauchseite ist völlig glatt. Die Augen sind klein, die Spritzlöcher sind doppelt so groß wie die Augen. Das Maul ist leicht winkelförmig. Im Oberkiefer haben die Tiere insgesamt 40 bis 42 Zahnreihen, wobei nur 6 bis 7 funktionell sind und die übrigen aus Ersatzzähnen bestehen. Im Unterkiefer sind es 10 oder 11 funktionelle Zahnreihen von insgesamt 42 bis 46. Die Zähne sind in beiden Kiefern quincunxartig angeordnet.

## Systematik
Die Rochenart wurde im Jahr 1878 durch den französischen Ichthyologen Henri-Émile Sauvage unter der Bezeichnung Trygon oxyrhynchus erstmals wissenschaftlich beschrieben. Der US-amerikanische Ichthyologe Samuel Garman synonymisierte die Art 1913 mit Dasybatus uarnak und spätere Autoren übernahmen diese Entscheidung. Pascal P. Deynat und Yves Fermon konnten jedoch deutliche Unterschiede zwischen beiden Arten feststellen und revalidierten die Art im Jahr 2001 und gaben ihr die wissenschaftliche Bezeichnung Himantura oxyrhyncha. Im Jahr 2016 wurde für drei südostasiatische Süßwasserrochenarten die Gattung Fluvitrygon eingeführt.

## Belege
1. ↑  Fluvitrygon oxyrhyncha in der Roten Liste gefährdeter Arten der IUCN 2016. Eingestellt von: Compagno, L.J.V., 2005. Abgerufen am 11. November 2019.
2. 1 2 3  Pascal P. Deynat & Yves Fermon (2001). Resurrection of Himantura oxyrhyncha (Sauvage, 1878) from the synonymy of H. uarnak, a senior synonym of H. krempfi (Chabanaud, 1923) (Myliobatiformes: Dasyatidae) (PDF). Cybium. 25 (2): 161–176.
3. ↑  Kent E. Carpenter & Volker H. Niem: The Living Marine Resources of the Western Central Pacific. Band 3. Batoid fishes, chimaeras and Bony fishes part 1 (Elopidae to Linophrynidae). Rome, FAO. 1998, ISBN 92-5-104302-7. Seite 1503.
4. ↑  Kottelat, M. (1984): A review of the species of Indochinese fresh-water fishes described by H. E. Sauvage. Bulletin du Museum National d'Histoire Naturelle, Série 4: Section A: Zoologie, Biologie et Écologie Animales v. 6 (no. 3)
5. ↑  Last, P.R., Naylor, G.J.P. & Manjaji-Matsumoto, B.M. (2016): A revised classification of the family Dasyatidae (Chondrichthyes: Myliobatiformes) based on new morphological and molecular insights. Zootaxa, 4139 (3): 345–368. doi: 10.11646/zootaxa.4139.3.2, Seite 360.